# Oulx
Oulx is een gemeente in de Italiaanse provincie Turijn (regio Piëmont) en telt 2810 inwoners (31-12-2004). De oppervlakte bedraagt 99,9 km², de bevolkingsdichtheid is 28 inwoners per km².

## Demografie
Oulx telt ongeveer 1465 huishoudens. Het aantal inwoners steeg in de periode 1991-2001 met 20,7% volgens cijfers uit de tienjaarlijkse volkstellingen van ISTAT.
| Jaar | Inwoneraantal |
| ---- | ------------- |
| 1991 | 2202          |
| 2001 | 2657          |

## Geografie
De gemeente ligt op ongeveer 1100 m boven zeeniveau.
Oulx grenst aan de volgende gemeenten: Bardonecchia, Cesana Torinese, Exilles, Névache (Frankrijk), Pragelato, Salbertrand, Sauze d'Oulx en Sestriere.

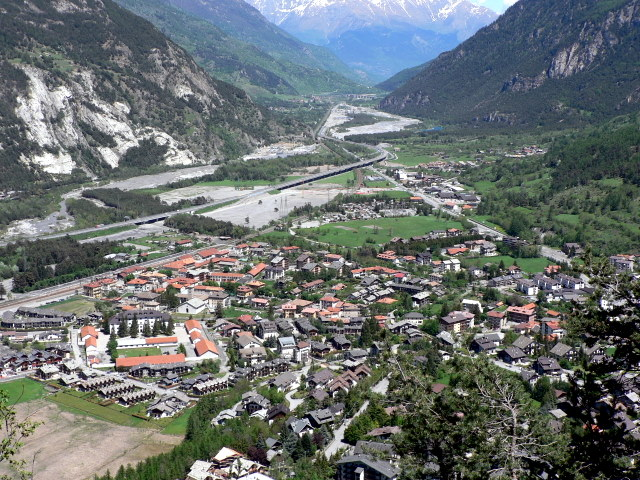
Luchtfoto